# Бёрли, Сесил
Сесил Бёрли (англ. Cecil Burleigh; 17 апреля 1885, округ Вайоминг, штат Нью-Йорк (штат) — 28 июля 1980, Мадисон, штат Висконсин) — американский музыкальный педагог и композитор.
В 1903—1905 гг. учился в берлинской Консерватории Клиндворта-Шарвенки у Антона Витека и Макса Грюнберга (скрипка) и Хуго фон Лайхтентритта (композиция). Вернувшись в США, продолжил изучение композиции в Чикагском музыкальном колледже у Феликса Боровского, как скрипач совершенствовался под руководством Эмиля Соре и Гуго Хеермана.
В 1907—1909 гг. широко концертировал по разным регионам США, однако в дальнейшем сосредоточился на преподавании и композиции. В 1917 г. работал в Университете Монтаны в Мизуле, в 1919 г. в Нью-Йорке брал уроки скрипки у Леопольда Ауэра и композиции у Эрнста Блоха. В 1921—1955 гг. преподавал скрипку, композицию и теорию музыки в Висконсинском университете в Мадисоне.
Автор трёх скрипичных концертов (1915, 1919, 1928), многочисленных камерных и вокальных сочинений, высоко оценивавшихся американской критикой начала XX века.